# Piedra Parada
Piedra Parada es un pequeño paraje y aldea escolar argentina del noroeste de la provincia del Chubut, dentro del Departamento Languiñeo. Se encuentra a orillas del río Chubut, a 763 metros sobre el nivel del mar, cercana a la Ruta Provincial 12 y a 40 km de Gualjaina. La escuela secundaria rural N° 7706, posee servicio de internet.

## Toponimia
El nombre de la localidad, proviene de una formación rocosa a la vera del río Chubut, que mide 285 m de alto por 100 de ancho. Desde 2006, es un Área natural Protegida de la provincia del Chubut, con un área protegida de 132 ha. 

## Primera ascensión
La Piedra Parada fue escalada por primera vez en 1993 por los montañistas argentinos Damián Benegas y Pablo De La Fuente.
 Posteriormente se sumaron varios ascensos, hasta convertirse en sede del reconocido Petzl RockTrip en 2012.